# Greg Hardy
Gregory McKarl Hardy, soprannominato "Il Kraken" (Millington, 28 luglio 1988), è un artista marziale misto ed ex giocatore di football americano statunitense.
Premiato come All-American durante gli anni all'Università del Mississippi, è stato scelto nel corso del sesto giro (175º assoluto) del Draft NFL 2010 dai Carolina Panthers. Dopo una breve esperienza con i Dallas Cowboys, nel 2018 è passato ai Richmond Roughriders prima di concludere la propria carriera nel mondo del football americano.
Nel 2016, parallelamente alla carriera nel football, ha fatto il proprio ingresso nel mondo delle arti marziali miste. Due anni dopo ha siglato un contratto con l'organizzazione statunitense UFC.

## Carriera professionistica

### Carolina Panthers
Hardy fu scelto nel corso del sesto giro del Draft 2010 dai Carolina Panthers. Nella sua gara di debutto mise a segno 4 tackle, forzò un fumble e bloccò un punt che diede origine a una safety. La sua stagione da rookie si concluse con 15 presenze (nessuna come titolare), con 30 tackle, 3,0 sack e 2 fumble forzati. Divenne stabilmente titolare nella stagione successiva, salendo a 50 tackle e 4 sack. Hardy esplose definitivamente nella stagione 2012, terminata con 60 tackle e ben 11 sack.
Nella settimana 3 della stagione 2013, Hardy mise a segno 8 tackle e 3 sack su Eli Manning, contribuendo alla vittoria dei Panthers per 38-0 sui New York Giants, venendo premiato come miglior difensore della NFC della settimana. Altri tre sack li fece registrare nella settimana 16 contro i New Orleans Saints in cui Carolina ottenne la prima qualificazione ai playoff dal 2008. Nell'ultima gara dell'anno, Hardy mise a segno ben quattro sack, venendo premiato per seconda volta come difensore della NFC della settimana, e i Panthers batterono i Falcons in trasferta, terminando con un record di 12 vittorie e 4 quattro sconfitte, il secondo migliore della NFC, guadagnandosi la possibilità di accedere direttamente al secondo turno di playoff. La sua stagione terminò al terzo posto nella NFL con 15 sack, oltre a 59 tackle e un fumble forzato, venendo convocato per il primo Pro Bowl in carriera e inserito nel Second-team All-Pro. Fu inoltre votato al 53º posto nella NFL Top 100 dai suoi colleghi.
Il 28 febbraio 2014, i Panthers informarono il giocatore, in scadenza di contratto, che avrebbero applicato su di lui la franchise tag, con un salario previsto per stagione 2014 di 13 milioni di dollari. La sua stagione si aprì subito con un sack su Josh McCown e un fumble forzato nella vittoria sui Buccaneers. La settimana successiva fu costretto a rimanere fuori dal campo per un incidente accaduto il 13 maggio 2014, che l'aveva visto coinvolto nell'aggressione alla sua compagna. A causa della tumultuosa settimana che aveva visto la lega chiamata in causa per un altro scandalo di violenza femminile e la sospensione di Ray Rice, il proprietario dei Panthers Jerry Richardson premette per sospendere Hardy. Il 17 settembre 2014, Hardy acconsentì ad essere inserito nella cosiddetta exempt list: non poteva cioè scendere in campo né allenarsi coi Panthers, ma continuò a percepire il suo salario di 13,1 milioni di dollari. Le accuse contro Hardy caddero il 9 febbraio 2015, dopo che la sua accusatrice non si presentò all'udienza.

### Dallas Cowboys
Il 18 marzo 2015, Hardy firmò un contratto annuale del valore di 13,1 milioni di dollari coi Dallas Cowboys. Dopo essere stato sospeso per le prime quattro gare della stagione, tornò in campo nel quinto turno contro i Patriots mettendo subito a segno due sack su Tom Brady.

## Palmarès
- Convocazioni al Pro Bowl: 1

2013
- Second-team All-Pro: 1

2013
- Difensore della NFC della settimana: 2

3ª e 17ª del 2013

## Risultati nelle arti marziali miste
| Risultato  | Record  | Avversario       | Metodo                    | Evento                                      | Data              | Round | Tempo | Città                     | Note |
| ---------- | ------- | ---------------- | ------------------------- | ------------------------------------------- | ----------------- | ----- | ----- | ------------------------- | --- |
| Sconfitta  | 7–5–1   | Sergey Spivak    | KO Tecnico (pugni)        | UFC 272                                     | 2 marzo 2022      | 1     | 2:26  | Las Vegas, Stati Uniti    | |
| Sconfitta  | 7-4 (1) | Tai Tuivasa      | KO (pugni)                | UFC 264                                     | 10 luglio 2021    | 1     | 1:07  | Las Vegas, Stati Uniti    | |
| Sconfitta  | 7-3 (1) | Marcin Tybura    | KO tecnico (pugni)        | UFC Fight Night: Thompson vs. Neal          | 19 dicembre 2020  | 2     | 4:31  | Las Vegas, Stati Uniti    | |
| Vittoria   | 7-2 (1) | Maurice Greene   | KO tecnico (pugni)        | UFC Fight Night: Hall vs. Silva             | 31 ottobre 2020   | 2     | 1:12  | Las Vegas, Stati Uniti    | |
| Vittoria   | 6-2 (1) | Yorgan de Castro | Decisione (unanime)       | UFC 249: Ferguson vs. Gaethje               | 9 maggio 2020     | 3     | 5:00  | Jacksonville, Stati Uniti | |
| Sconfitta  | 5-2 (1) | Alexander Volkov | Decisione (unanime)       | UFC Fight Night: Magomedsharipov vs. Kattar | 9 novembre 2019   | 3     | 5:00  | Mosca, Russia             | |
| No Contest | 5-1 (1) | Ben Sosoli       | No Contest (ribaltato)    | UFC on ESPN: Reyes vs. Weidman              | 18 ottobre 2019   | 3     | 5:00  | Mosca, Russia             | Originariamente vittoria per decisione unanime per Hardy. Il risultato è stato ribaltato in un No Contest dopo che Hardy ha utilizzato un inalatore nella pausa tra due round. |
| Vittoria   | 5-1     | Juan Adams       | KO tecnico (pugni)        | UFC on ESPN: dos Anjos vs. Edwards          | 20 luglio 2019    | 1     | 0:45  | San Antonio, Stati Uniti  | |
| Vittoria   | 4-1     | Dmitry Smolyakov | KO tecnico (pugni)        | UFC Fight Night: Jacaré vs. Hermansson      | 27 aprile 2019    | 1     | 2:15  | Sunrise, Stati Uniti      | |
| Sconfitta  | 3-1     | Allen Crowder    | DQ (ginocchiata illegale) | UFC Fight Night: Cejudo vs. Dillashaw       | 19 gennaio 2019   | 2     | 2:28  | Brooklyn, Stati Uniti     | |
| Vittoria   | 3-0     | Rasheem Jones    | KO (pugni)                | Xtreme Fight Night 352                      | 29 settembre 2018 | 1     | 0:53  | Tulsa, Stati Uniti        | |
| Vittoria   | 2-0     | Tebaris Gordon   | KO tecnico (pugni)        | Dana White's Contender Series 16            | 7 agosto 2018     | 1     | 0:17  | Las Vegas, Stati Uniti    | |
| Vittoria   | 1-0     | Austen Lane      | KO tecnico (pugni)        | Dana White's Contender Series 9             | 12 giugno 2018    | 1     | 0:57  | Las Vegas, Stati Uniti    | |